# Jonathan Penrose

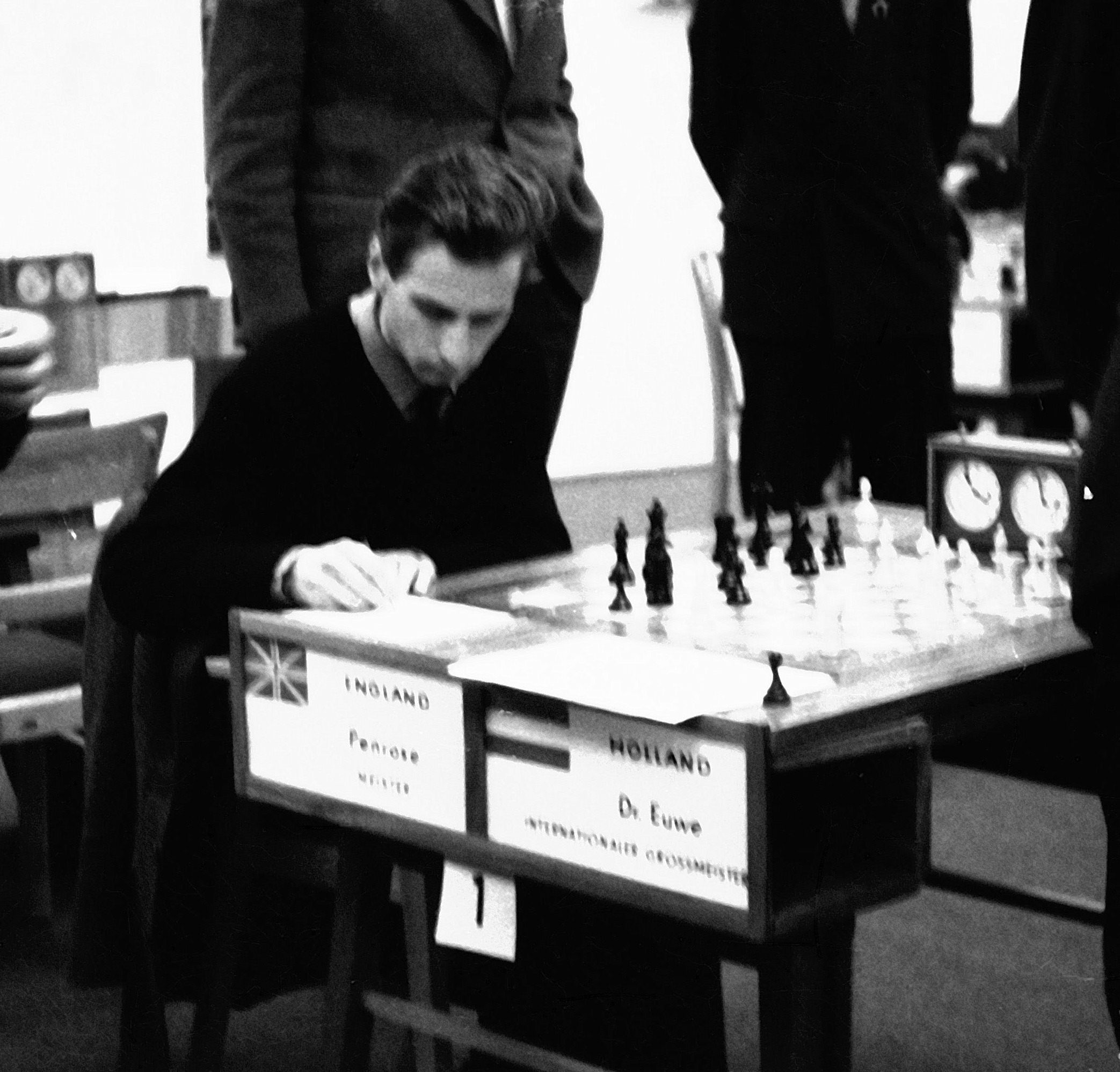
Jonathan Penrose (Schacholympiade Leipzig 1960)

Jonathan Penrose OBE (* 7. Oktober 1933 in Colchester; † 30. November 2021) war ein englischer Schachmeister. Er galt in den 1960er und frühen 1970er Jahren als der beste englische Schachspieler. Er war der Sohn des Wissenschaftlers Lionel Penrose und Bruder der Mathematiker Oliver Penrose und Roger Penrose sowie der Genetikerin Shirley Hodgson.

## Erfolge

### Turnierspieler
Penrose gewann zwischen 1958 und 1969 zehnmal die britische Einzelmeisterschaft und spielte zwischen 1952 und 1974 neunmal für das englische Team bei Schacholympiaden. 1960 gelang ihm bei der Olympiade in Leipzig ein Sieg gegen den Schachweltmeister Michail Tal, dies war gleichzeitig die einzige Verlustpartie, welche die sowjetische Mannschaft bei dem Turnier hinnehmen musste. Bei den Schacholympiaden 1962 in Warna und 1968 in Lugano erreichte er jeweils am ersten Brett das zweitbeste Einzelergebnis. 1973 nahm er mit der englischen Mannschaft an der Mannschaftseuropameisterschaft in Bath teil.
1961 bekam er den FIDE-Titel Internationaler Meister verliehen, 1993 erhielt er von der FIDE für Erfolge in den 1960er Jahren den Großmeistertitel verliehen.
Seine Elo-Zahl betrug zuletzt 2405 (Stand: Oktober 2014), er wurde jedoch als inaktiv geführt, da er seit 1979 keine gewertete Partie mehr gespielt hatte. Seine höchste Elo-Zahl von 2450 erreichte er im Juli 1971. Seine höchste historische Elo-Zahl vor Einführung der Elo-Zahlen lag bei 2610 im Februar 1969.

### Partiebeispiel
|   | a | b | c | d | e | f | g | h |   |
| 8 |   |   |   |   |   |   |   |   | 8 |
| 7 |   |   |   |   |   |   |   |   | 7 |
| 6 |   |   |   |   |   |   |   |   | 6 |
| 5 |   |   |   |   |   |   |   |   | 5 |
| 4 |   |   |   |   |   |   |   |   | 4 |
| 3 |   |   |   |   |   |   |   |   | 3 |
| 2 |   |   |   |   |   |   |   |   | 2 |
| 1 |   |   |   |   |   |   |   |   | 1 |
|   | a | b | c | d | e | f | g | h |   |

Hier der Sieg von Penrose gegen den amtierenden Weltmeister Tal bei der Schacholympiade 1960 in Leipzig.
Penrose–Tal 1:0
Leipzig, 8. November 1960
Benoni-Verteidigung, A65
1. d4 Sf6 2. c4 e6 3. Sc3 c5 4. d5 exd5 5. cxd5 d6 6. e4 g6 7. Ld3 Lg7 8. Sge2 0–0 9. 0–0 a6 10. a4 Dc7 11. h3 Sbd7 12. f4 Te8 13. Sg3 c4 14. Lc2 Sc5 15. Df3 Sfd7 16. Le3 b5 17. axb5 Tb8 18. Df2 axb5 19. e5 dxe5 20. f5 Lb7 21. Tad1 La8 22. Sce4 Sa4 23. Lxa4 bxa4 24. fxg6 fxg6 25. Df7+ Kh8 26. Sc5 Da7 27. Dxd7 Dxd7 28. Sxd7 Txb2 29. Sb6 Tb3 30. Sxc4 Td8 31. d6 Tc3 32. Tc1 Txc1 33. Txc1 Ld5 34. Sb6 Lb3 35. Se4 h6 36. d7 Lf8 37. Tc8 Le7 38. Lc5 Lh4 39. g3 1:0

### Fernschach
Penrose hat sich in den 1970er Jahren weitgehend vom Nahschach zurückgezogen und war seitdem vor allem im Fernschach aktiv. Mit dem englischen Team gewann er die Goldmedaille bei der 9. Fernschacholympiade, seit 1983 war er Großmeister der ICCF im Fernschach.

### Schachkomposition
Penrose hat einige Schachaufgaben publiziert.